# Trans-Europa Compañía de Aviación
Trans Europa Compañía de Aviación fue una compañía aérea española de vuelos chárter que operó entre 1965 y 1982. Al margen de las rutas intra-españolas, durante su existencia también llegó a operar vuelos de carácter internacional.

## Historia

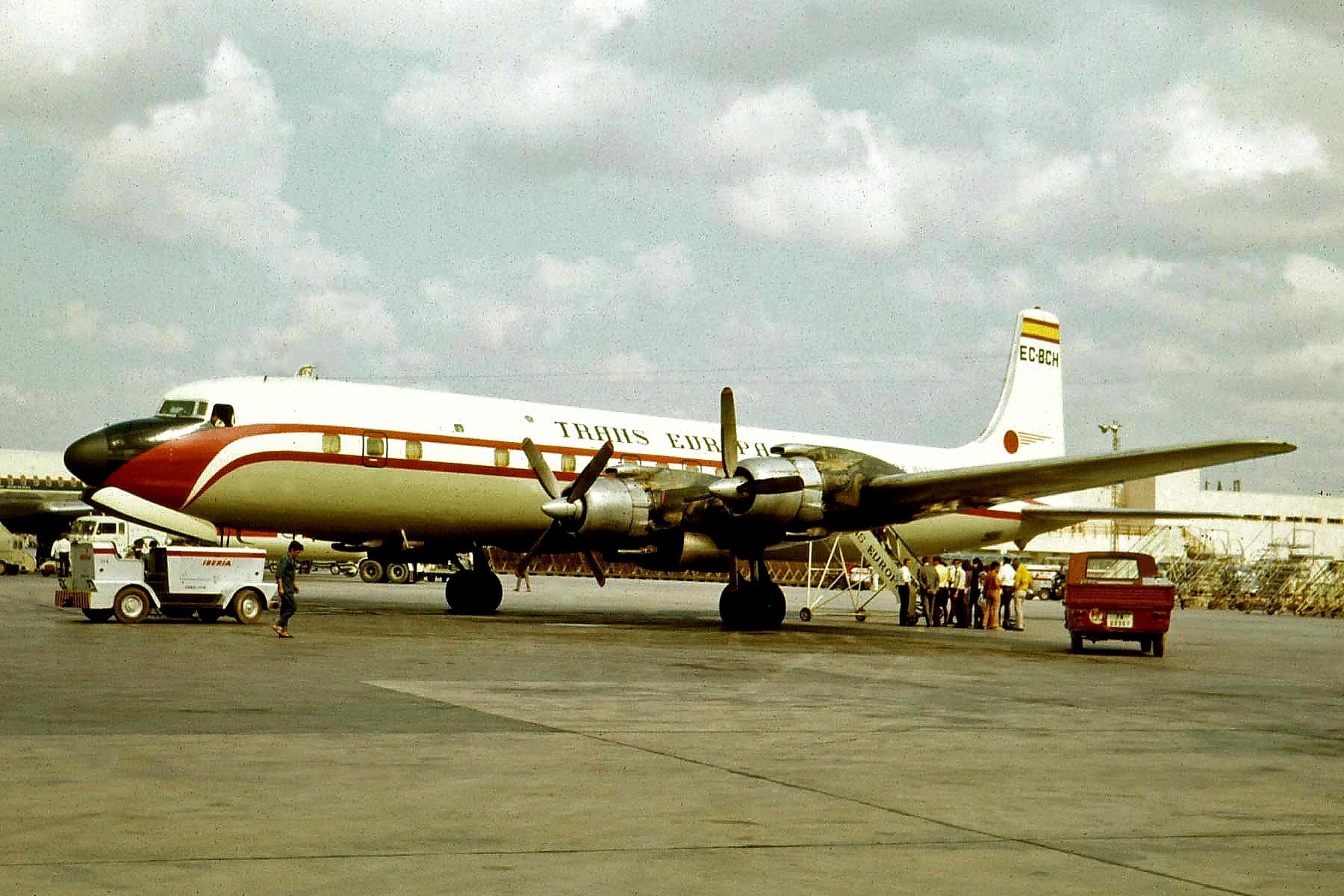
Douglas DC-7 de Trans Europa en el Aeropuerto de Palma de Mallorca (1967)

Trans Europa se fundó en Madrid en julio de 1965 con la participación de las aerolíneas españolas Iberia y Aviaco como Trans Europa Compañía de Aviación (TECA). En septiembre del mismo año se realizaron los primeros servicios ocasionales (chárter ad hoc) con un Douglas DC-7. Después de que a principios de 1966 la empresa pudiera celebrar contratos de chárter a largo plazo con varios operadores turísticos, se operaron en total tres aviones de este tipo. La empresa también adquirió dos Douglas DC-4 y dos Douglas C-54, que se utilizaron en el tráfico de mercancías nacional español hasta 1973.
Entre julio de 1969 y febrero de 1970, Trans Europa recibió tres nuevos aviones a reacción Sud Aviation Caravelle. Las dos primeras máquinas (números de matrícula: EC-BRX y EC-BRY) fueron arrendadas a Iberia a largo plazo inmediatamente después de la entrega. El tercer Caravelle (EC-BRJ) lo utilizó Trans Europa con sus propios colores en vuelos chárter, principalmente a Gran Bretaña y Alemania Occidental. En 1974, la empresa recuperó sus aviones alquilados y retiró el último Douglas DC-7C. En los años siguientes, la flota puramente Caravelle se fue ampliando progresivamente con aviones ya usados. El número máximo se alcanzó en 1979, cuando se utilizaban hasta siete máquinas de este tipo al mismo tiempo. Ese mismo año, la empresa recibió su primer avión de hélice Fokker F27. Trans Europa adquirió un total de seis Fokker F27-600 y los operó para Aviaco en su red de rutas nacionales y en servicios de lanzadera entre las distintas Islas Canarias.
La segunda crisis del petróleo (1979) llevó a un descenso en la demanda de vuelos chárter y la aerolínea fue adquirida por el Estado español, mediante el Instituto Nacional de Industria, recibiendo seis Fokker 27 para vuelos de corto alcance que operaban para Iberia y Aviaco. Por entonces, con el alza en los precios del combustible de aviación y con los Caravelle quedándose obsoletos era necesario modernizar la flota; pero debido a la falta de capital esto no se pudo hacer y a principios de 1982 Trans Europa cesó sus operaciones, quedándose Aviaco con la mayor parte de sus activos. La aerolínea chárter Hispania, fundada en el otoño de 1982, adquirió cuatro Caravelles de la compañía, con los que inició operaciones el 28 de abril de 1983.

## Flota histórica

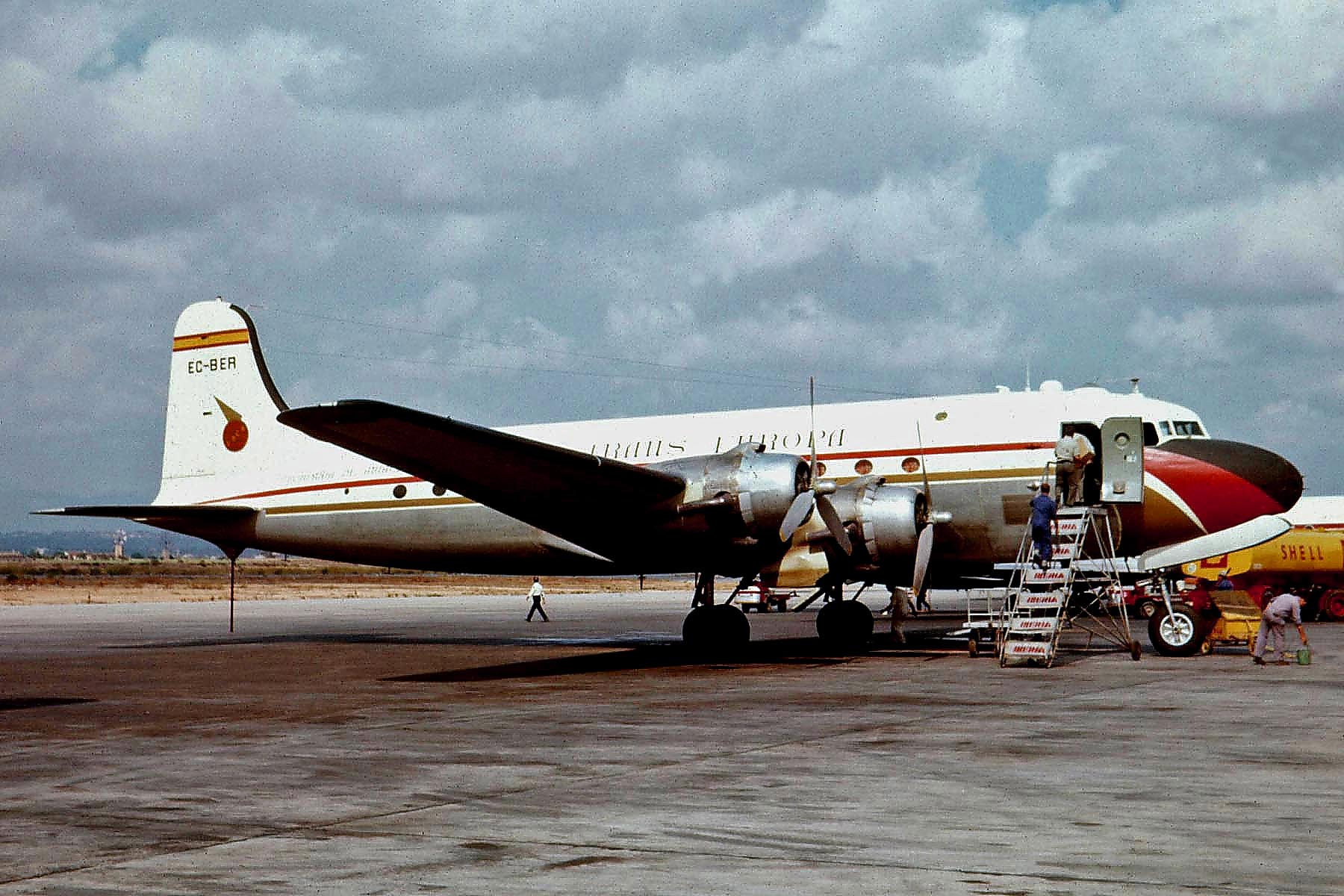
Douglas DC-4 de Trans Europa en el Aeropuerto de Palma de Mallorca (1967)

Trans Europa operó las siguientes aeronaves a lo largo de su historia:
| Aeronaves              | Total | Introducido | Retirado | Matrículas                                                      |
| ---------------------- | ----- | ----------- | -------- | --------------------------------------------------------------- |
| Sud Aviation Caravelle | 8     | 1969        | 1982     | EC-DCN, EC-BIB, EC-CPI, EC-CIZ, EC-BRJ, EC-BRX, EC-CYI y EC-BRY |
| Fokker F27 Friendship  | 6     | 1979        | 1982     | EC-BMS, EC-BMT, EC-BMU, EC-BOA, EC-BOB y EC-BOC                 |
| Douglas DC-7           | 4     | 1965        | 1974     | EC-BBH, EC-BJK, EC-BCI y EC-BCH                                 |
| Douglas DC-4           | 4     | 1966        | 1976     | EC-WDK (rrg.EC-BDK), EC-BEB, EC-BER y EC-BCJ                    |